# تای رانگ
تای رانگ (تایلندی: ไทยรุ่ง) شرکت خودروسازی تایلندی است، که در سال ۱۹۶۷ تأسیس شد.